# Gäddtjärnen (Ytterlännäs socken, Ångermanland, 698425-158621)
Gäddtjärnen är en sjö i Kramfors kommun i Ångermanland och ingår i Ångermanälven-Gådeåns kustområde. Sjön har en area på 0,0676 kvadratkilometer och ligger 259,1 meter över havet. Sjön avvattnas av vattendraget Bodån (Nattsjöån).

## Delavrinningsområde
Gäddtjärnen ingår i det delavrinningsområde (698477-158466) som SMHI kallar för Utloppet av Stor-Herrsjön. Medelhöjden är 291 meter över havet och ytan är 11,12 kvadratkilometer. Det finns inga avrinningsområden uppströms utan avrinningsområdet är högsta punkten. Bodån (Nattsjöån) som avvattnar avrinningsområdet har biflödesordning 2, vilket innebär att vattnet flödar genom totalt 2 vattendrag innan det når havet efter 18 kilometer. Avrinningsområdet består mestadels av skog (84 procent). Avrinningsområdet har 0,54 kvadratkilometer vattenytor vilket ger det en sjöprocent på 4,8 procent.